# 橫紋蝴蝶魚
橫紋蝴蝶魚，又稱密點蝴蝶魚，俗名胡麻蝶，為輻鰭魚綱鱸形目蝴蝶魚科的其中一種。

## 分布
本魚分布於印度西太平洋區，包括斯里蘭卡、安達曼群島、馬爾地夫、泰國、新加坡、印尼、澳洲等海域。

## 深度
水深1至30公尺。

## 特徵
本魚體色呈米色，上方佈滿兩組斜線。一組自頭部後方到背鰭處，另一組則自頭後方到臀鰭的後部。一條垂直的斑紋通過眼睛縱貫頭部；長基部的臀鰭和背鰭主要呈黑色。黃色白邊的尾鰭中央有一黑條紋；腹鰭為白色。體長可達20公分。

## 生態
本魚棲息在珊瑚茂密的礁石區，成魚成對出現，稚魚則獨自生活，雜食性，以珊瑚蟲及藻類為食。

## 經濟利用
相當普遍的觀賞性魚類，易飼養，不供食用。